# Bellersheim (Adelsgeschlecht)

Wappen derer von Bellersheim (Schwarzer Stamm)

Bellersheim, auch Bellersheim genannt Stürzelsheim, ist der Name eines alten hessischen Adelsgeschlechts. Die Familie, deren Zweige zum Teil bis heute bestehen, gehört ursprünglich zum Uradel der Wetterau.

## Geschichte

### Herkunft

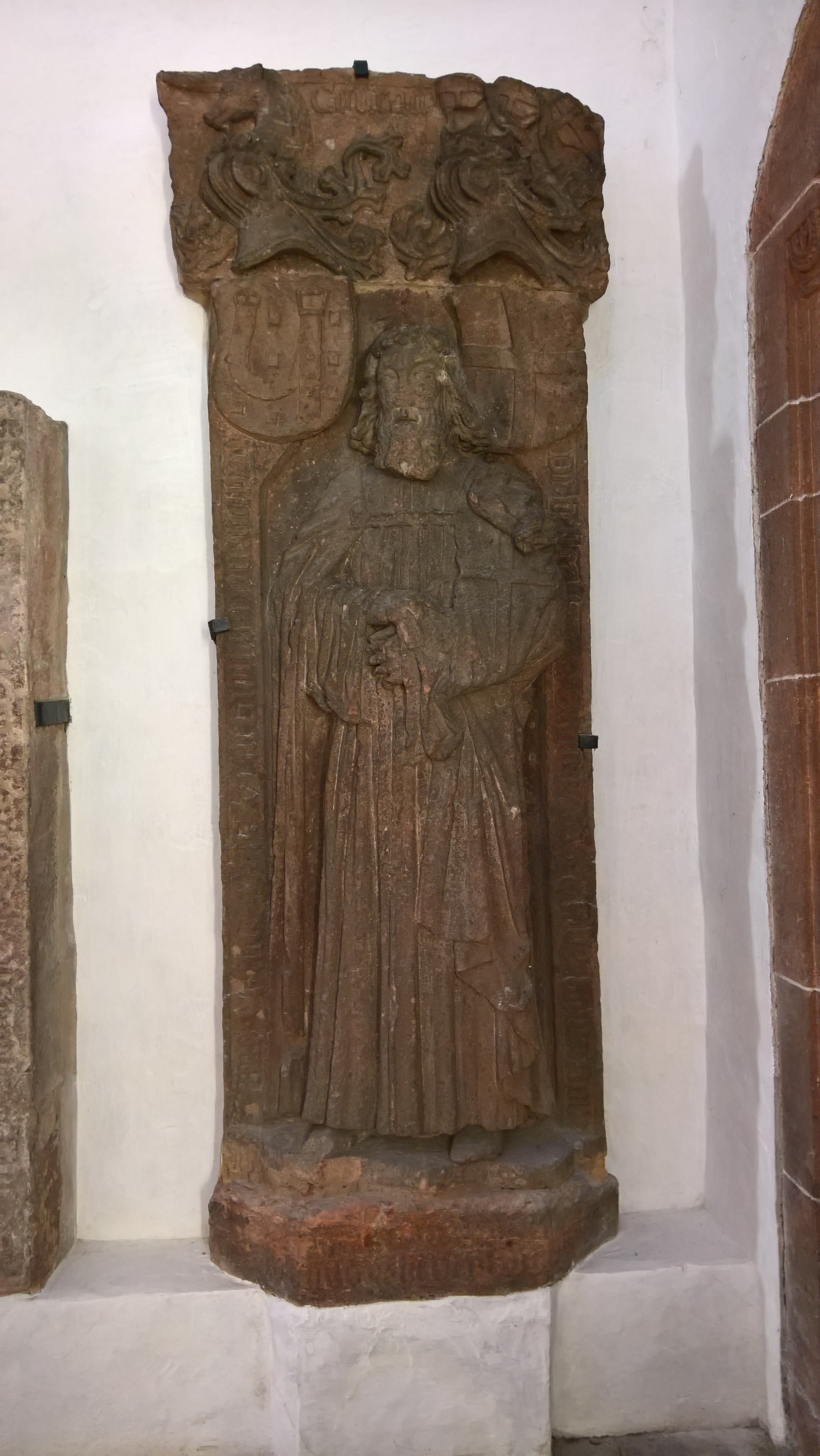
Grabplatte des Conrad von Bellersheim († 1500) im Kloster Wechselburg

Nach älterer Literatur sollen Angehörige der Familie schon im 11. Jahrhundert an Turnieren teilgenommen haben und während dieser Zeit auch in einigen Lehnsbriefen erscheinen. Das Familienarchiv der Bellersheim ist im Dreißigjährigen Krieg verloren gegangen. Der Genealoge Johann Maximilian von Humbracht fängt die fortlaufende Stammreihe mit Janinus von Bellersheim an, der um 1080 lebte. Seine Nachkommenschaft soll in 22 Linien geblüht haben, die sich nur durch Beinamen und kleine Abweichungen des Wappens unterschieden haben. Eine Linie nannte sich von Fechenbach, führte aber auch Gürtel und Einhorn im Wappen.
Nach dem Genealogischen Handbuch des Adels wird das Geschlecht als de Beldersheim im Jahre 1220 erstmals urkundlich erwähnt. Die ununterbrochene Stammreihe beginnt demnach mit dem Ritter Johanne(s) de Beldersheim, der am 26. Februar 1294, zusammen mit Crapthone, Friderico und Dylemanno de Beldersheim, urkundlich genannt wird. Konrad von Beldersheim war 1431 Komtur des Deutschen Ordens in Elbing.
Namensgebender Stammsitz der Familie ist wahrscheinlich die Ortschaft Bellersheim, heute ein Stadtteil von Hungen im Landkreis Gießen in Hessen. Das Dorf wird bereits im Jahre 769 als Baldratesheim erstmals urkundlich erwähnt. Eine Burg ist in Bellersheim seit dem 12. Jahrhundert nachgewiesen. Es hatten zunächst mehrere adelige Familien dort ihren Sitz. Später errichteten die Ritter von Bellersheim insgesamt drei Burgen, die Bellersheimer Burgen, von denen zwei, die Ober- und die Mittelburg, Wasserburgen waren.

### Ausbreitung und Persönlichkeiten
Die Bellersheim waren zunächst Burgmannen der Herren von Münzenberg und wurden später Lehnsleute der Herren und Grafen von Hanau und anderer Dynasten. Der Stammvater Johann von Bellersheim heiratete Götzela von Düttelsheim. Ihre Nachkommen besaßen mehrere Burgen in der Wetterau, unter anderem auch die Burg Stürzelsheim, und waren mit den ältesten mittelrheinischen Adelsgeschlechtern versippt. Die Familie stellte außerdem mehrere Burgmannen innerhalb der Burggrafschaft Friedberg.
Benigne von Bellersheim war 1418 Äbtissin im Benediktinerinnenkloster Patershausen bei Heusenstamm. Werner von Bellersheim († 1413) wurde 1407 Prior auf dem Mainzer St. Jakobsberg. Johann Wilhelm von Bellersheim starb 1604 als Ordenskomtur der Johanniter zu Frankfurt am Main und Wilhelm von Bellersheim starb 1627 als landgräflich Hessen-Kasseler Präsident zu Marburg. Um dieselbe Zeit lebte Heinrich Eckard von Bellersheim, der die zwei Söhne Johann Ernst und Johann Daniel hinterließ. Johann Daniel von Bellersheim wurde kurmainzischer Hauptmann. Beide konnten den Mannesstamm fortsetzen, in die neuere Zeit gelangte aber nur die von Johann Ernst von Bellersheim begründete Linie.
Nachkommen der von ihm begründeten Linie waren in Oberhessen zu Muschenheim, Bellersheim, Birklar und Münzenberg besitzlich. Im Herzogtum Nassau war die Familie mit Gefällen und Grundbesitz in Reichelsheim begütert. Während des 18. Jahrhunderts gehörten die Herren von Bellersheim zur Reichsritterschaft im Rheinischen Ritterkreis und seit 1801 auch zur altadeligen Ganerbschaft Alten Limpurg in Frankfurt am Main. Philipp Heinrich von Bellersheim (* 1685; † 1747), ein Enkel von Johann Ernst, wurde Solms-Braunfelser Oberstleutnant und Oberforstmeister. Er heiratete 1707 Luise Augustine von Schwalbach († 1747). Aus der Ehe ging der Sohn Christoph Christian von Bellersheim (* 1720) hervor, der 1802 als Major in holländischen Diensten verstarb. Aus seiner 1753 geschlossenen Ehe mit Auguste Dorothea Elenore von Hofen († 1804) ging Sohn Carl Friedrich hervor (* 1776; † 1826). Von dessen Nachkommen aus der 1800 geschlossenen Ehe mit Sophia Auguste Freiin von Glauburg († 1843) wurde Maximilian von Bellersheim (* 1813) Doktor der Rechte, k.k. Konsul und fürstlich thurn- und taxischer Postmeister zu Lübeck. Er heiratete 1847 Rosalie von Fabrice. Sein älterer Bruder Friedrich von Bellersheim (* 1805) wurde großherzoglich hessischer Kammerherr und Hauptmann. Er heiratete 1839 Luise von Fürstenrecht (* 1806). 1841 wurden die Zwillinge Friedrich und Maximilian geboren.

### Standeserhebungen
Die Zwillingsbrüder Friedrich und Maximilian von Bellersheim genannt Stürzelsheim erhielten am 5. Februar 1910 zu Darmstadt eine großherzoglich-hessische Berechtigung zur Führung des Freiherrentitels.

## Wappen
Blasonierung des Stammwappens: „In Schwarz mit flach hängendem Bogen ein silberner Steigbügelgurt (Gürtel) mit goldener Schnalle im rechten, aufgezogenem gestürztem goldenem Steigbügel im linken Obereck und links herabhängender goldgefasster Gürtelspitze, bestreut mit sieben schrägrechten goldenen Schindeln, eine im Schildhaupt, die anderen 2:1:2:1 (auch 3:3) gestellt. Auf dem Helm mit silbern-schwarzen Decken ein daraus wachsender goldgehörnter und rotgezungter silberner Einhornrumpf.“
Das Wappen wurde auch mit ähnlichem, u-förmigem Gürtel (Gurt, lateinisch: balteus, cingulum) im roten Schild, geführt, bestreut mit goldenen Kreuzchen (auch symmetrisch, zwei oberhalb, fünf unterhalb); auf dem Helm ein rotes oder silbernes Einhorn, mit roter oder goldener Mähne und goldenem oder rot-silbern geteiltem Horn.

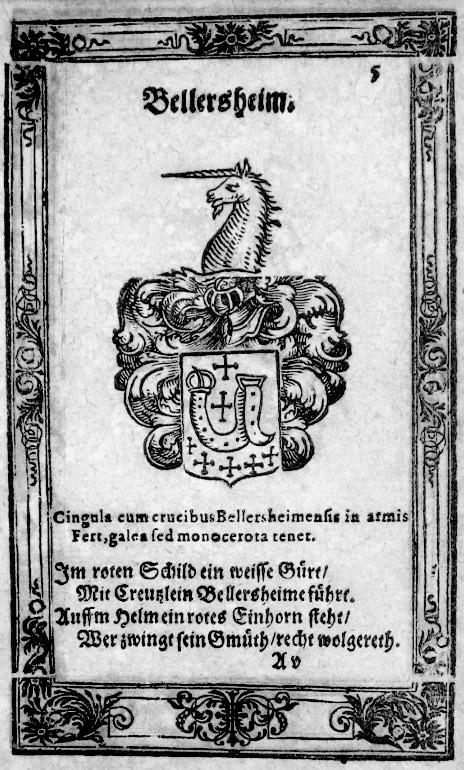
Wappen derer von Bellersheim (Roter Stamm), Kreuzchen symmetrisch entlang des Schildfußrandes
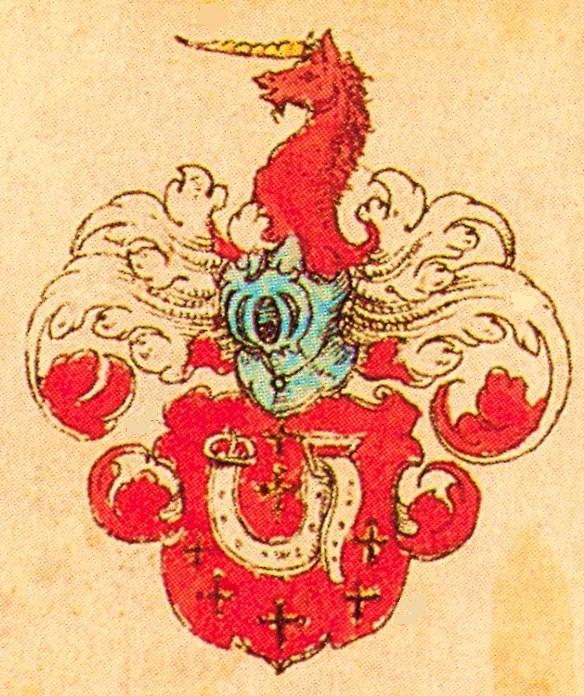
Wappen derer von Bellersheim (Roter Stamm)
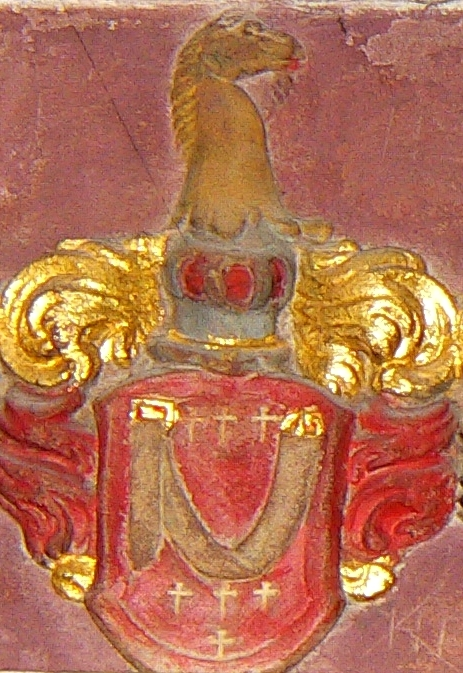
Gewendetes Bellersheim Wappen als Ahnenwappen am Epitaph von Christoffel Eitel von Schutzbar und Frau aus der Evangelischen Kirche in Treis an der Lumda